# 北見市仁頃はっか公園
北見市仁頃はっか公園（きたみしにころはっかこうえん）は、北海道北見市にある公園。

## 概要
1994年（平成6年）に「北見名水公園」として開園（2001年（平成13年）に改称）。北海道道7号北見常呂線沿いに位置しており、かつてハッカの世界的産地であった地区の様子を再現している。「北見のハッカとハーブ」は2001年（平成13年）に環境省の「かおり風景100選」に選定されている。農村振興の一環である「田園空間博物館」の施設として整備した。園内では7月下旬から8月下旬にかけてエゾミソハギ（ミソハギ）の群生が満開になり、毎年8月14日には『仁頃ふるさと祭り』を開催している。公園の奥は仁頃森林公園になっており、カラマツ・シラカンバ・カシワなどの人工林と天然林を育成している。植栽地にはイチイ・イチョウ・エゾムラサキツツジなどを植栽し、遊歩道や散策路も整備している。

## 施設
ハッカ御殿
- 1937年（昭和12年）に建てられ1986年（昭和61年）まで住居として使用されてきた「旧五十嵐弥一邸[注 1]」を、1994年（平成6年）に北見市が「ハッカ御殿」として現在地に移築修復した[12]。2007年（平成19年）には収蔵物の「田中式蒸留釜」とあわせて経済産業省の近代化産業遺産「北海道における近代農業、食品加工業などの発展の歩みを物語る近代化産業遺産群」に認定された[13]。

ハッカ小屋
- 大正から昭和10年代に一般的に見られた小屋を再現[12]。2棟あり農作業機械、生活用品などを展示している[12]。

ハッカ農園
- 公園に隣接する4,000 m²の畑。「仁頃香りの会」が作付け・管理・蒸留まで一連の作業を実演している。

ハッカ蒸溜小屋
- 2004年（平成16年）設置[14]。北見田園空間情報センター（にっころ）横の圃場で栽培しているニホンハッカを年4回程蒸溜して販売している[15]。「田中式蒸留釜」は「北海道における近代農業、食品加工業などの発展の歩みを物語る近代化産業遺産群」に認定された[13]。

北見田園空間情報センター
- 2006年（平成18年）10月14日オープン。愛称は「にっころ」[16]。当初は「北見市総合情報館」（仮称）として工事が進められた[17]。北見田園空間博物館に関する資料展示や研修室、体験学習室がある[16][18]。

仁頃湧水
- 仁頃森林公園からの伏流水[19]。

## 参考資料
- “北見市仁頃はっか公園条例”.   北見市. 2015年6月20日閲覧。
- “北見市仁頃はっか公園管理規則”.   北見市. 2015年6月20日閲覧。
- “北見ハッカ史”.   北見ハッカ通商. 2015年6月18日閲覧。
- “日本と世界ハッカ史”.   北見ハッカ通商. 2015年6月18日閲覧。
- “世界一のハッカ工場”.   北見ハッカ通商. 2015年6月18日閲覧。